# Wollemia nobilis
Genre
Espèce
Classification phylogénétique
Statut de conservation UICN

 CR B1ab(iii)+2ab(iii) : 
En danger critique
Le pin de Wollemi ou arbre de Wollemi (Wollemia nobilis) appartient à la famille des Araucariacées. Découvert en 1994 dans des gorges gréseuses à 200 km au nord-ouest de Sydney en Australie, il n'a été décrit qu'en 1995. Cette population relictuelle comprend moins d'une centaine de sujets.

## Description

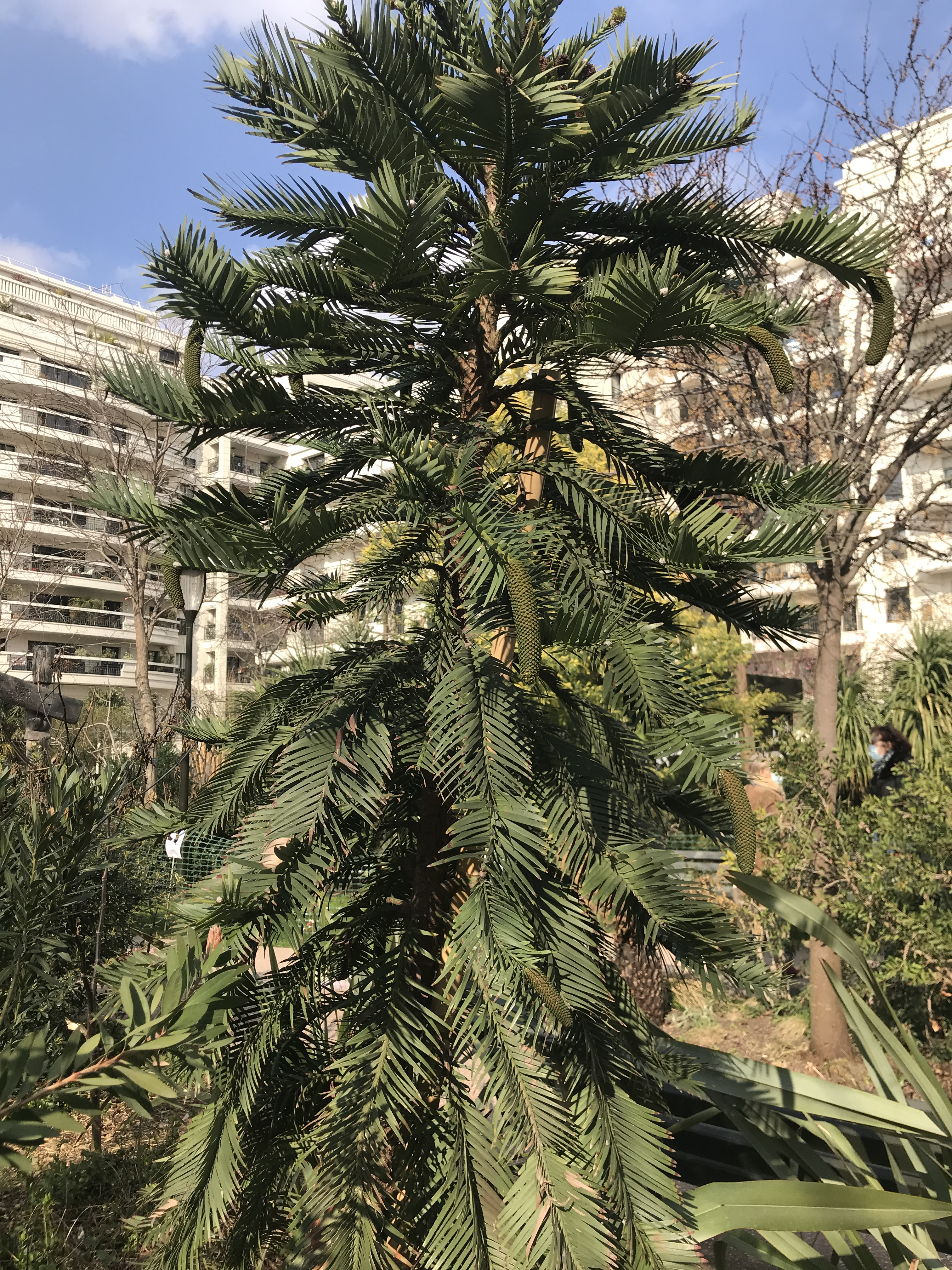

Conifère d’un joli feuillage vert foncé avec une écorce boursouflée. En période de repos, formation d’une calotte cireuse d’un blanc rosâtre qui protège le cône végétatif. 
Dans la nature, les arbres atteignent une hauteur de 40 mètres. On estime l’âge des racines à plus de 1 000 ans.

## Répartition géographique
Les pins de Wollemi croissent dans une gorge de la grande région des montagnes Bleues, en Nouvelle-Galles du Sud.
Il s'agit d'une vallée peu connue, à environ 200 km au nord-ouest de Sydney (Australie), au cœur du Parc national Wollemi.

## Un arbre inconnu pour la science

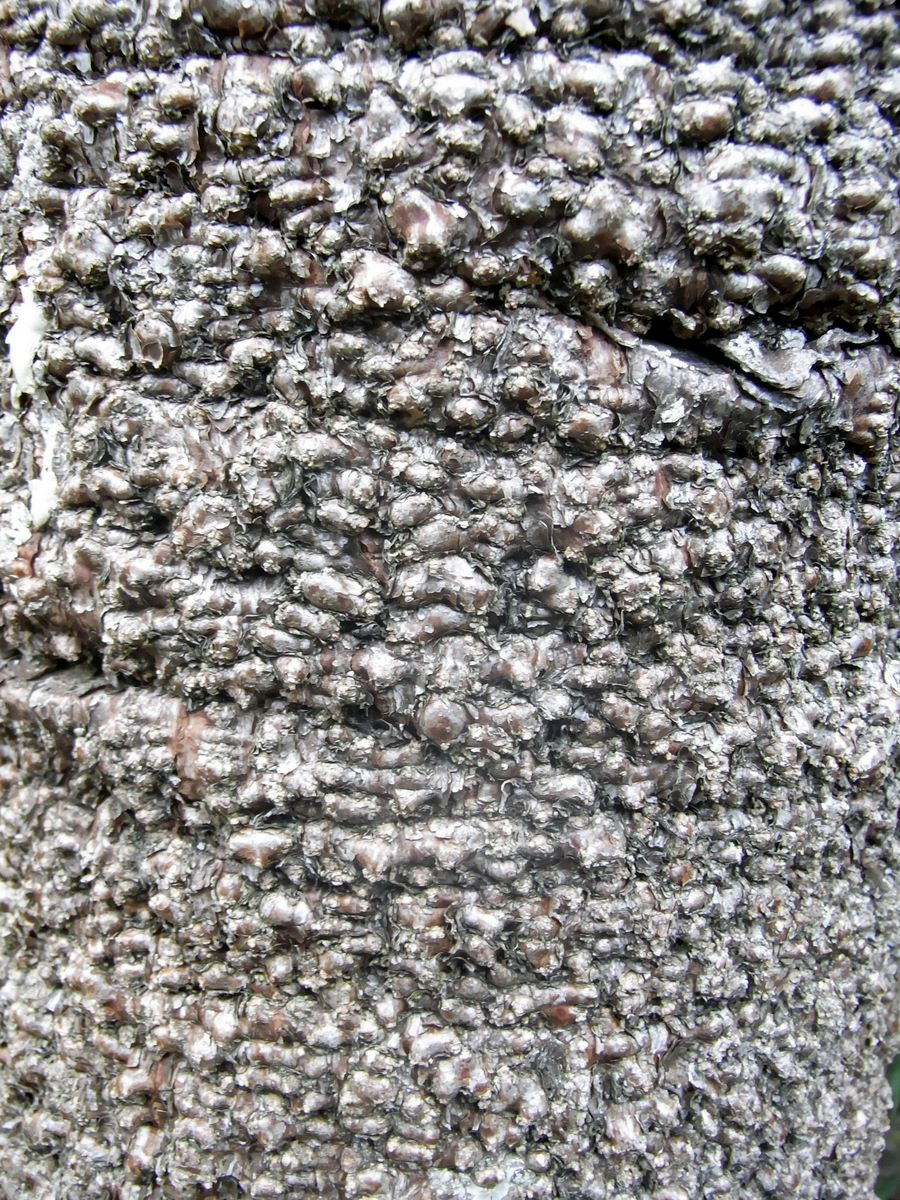
Détail d'un tronc de Wollemia nobilis.

Lorsque le garde forestier australien et « bushwalker dans l’âme » David Noble entreprend, en 1994, une excursion dans les territoires isolés du Parc national Wollemi, en Nouvelle-Galles du Sud il découvre, dans un canyon, une espèce d’arbre qui lui est inconnue. Ses feuilles sont vert foncé et ressemblent aux frondes des fougères. L'écorce lui rappelle spontanément du chocolat en ébullition. En passant, Noble emporte l’un des rejetons et décide de le faire identifier à Sydney. Il cherche l’assistance des services de la flore et des parcs nationaux de Nouvelle-Galles du Sud, et des Jardins botaniques royaux de Sydney. On prend d’abord l'échantillon pour une fougère, et on s’étonne d’entendre Noble évoquer un arbre de 40 mètres de hauteur.
Wyn Jones et Jan Allen, des Jardins Botaniques du mont Tomah, accompagnent Noble lorsqu’il retourne dans la vallée secrète du Parc national Wollemi. Arrivés sur le lieu de la découverte, les deux botanistes constatent immédiatement qu’ils n’ont jamais vu un tel arbre.
Après d’autres analyses, on conclut qu’il s’agit d'une espèce nouvelle, voire d'un genre nouveau, appartenant à  la famille des Araucariacées. D'abord désigné comme le « pin de Wollemi », il est officiellement décrit sous le nom de Wollemia nobilis, d'après le lieu de sa découverte et le nom de son découvreur. Sur le plan de la terminologie, l'épithète spécifique nobilis n'est pas correcte, puisqu'il s'agit de rendre hommage au découvreur Noble, l'épithète aurait dû être noblei.
Cet arbre est considéré comme un fossile vivant.
Depuis sa découverte en 1994, le pin de Wollemi a fait l’objet d’intenses recherches. Sur base des analyses de la séquence d'ADN, les plus proches parents vivants de Wollemia nobilis sont des espèces appartenant aux genres Agathis dont Agathis australis et Araucaria dont Araucaria araucana, Araucaria bidwillii, Araucaria cunninghamii, Araucaria excelsa.
Pour protéger ces arbres, leur localisation précise est gardée strictement secrète. Des agents phytopathologiques comme  Phytophthora cinnamomi transportés par des semelles de chaussures ou des vêtements représentent une grande menace pour les derniers pins de Wollemi, et la disparition définitive de ce genre végétal.
King Billy est le nom du plus grand des pins de Wollemi. Il tient son nom du pilote d’hélicoptère Bill qui amena une équipe de scientifiques sur place en dépit de mauvaises conditions.

## Biologie
Résiste jusqu’à une température de −12 °C. D’autres tests de résistance au froid sont en cours[Quand ?]. Supporte la faible luminosité. 
 La plante préfère un pH acide, inférieur à 6.

## Sauvegarde et protection de l’espèce

### Dans la nature

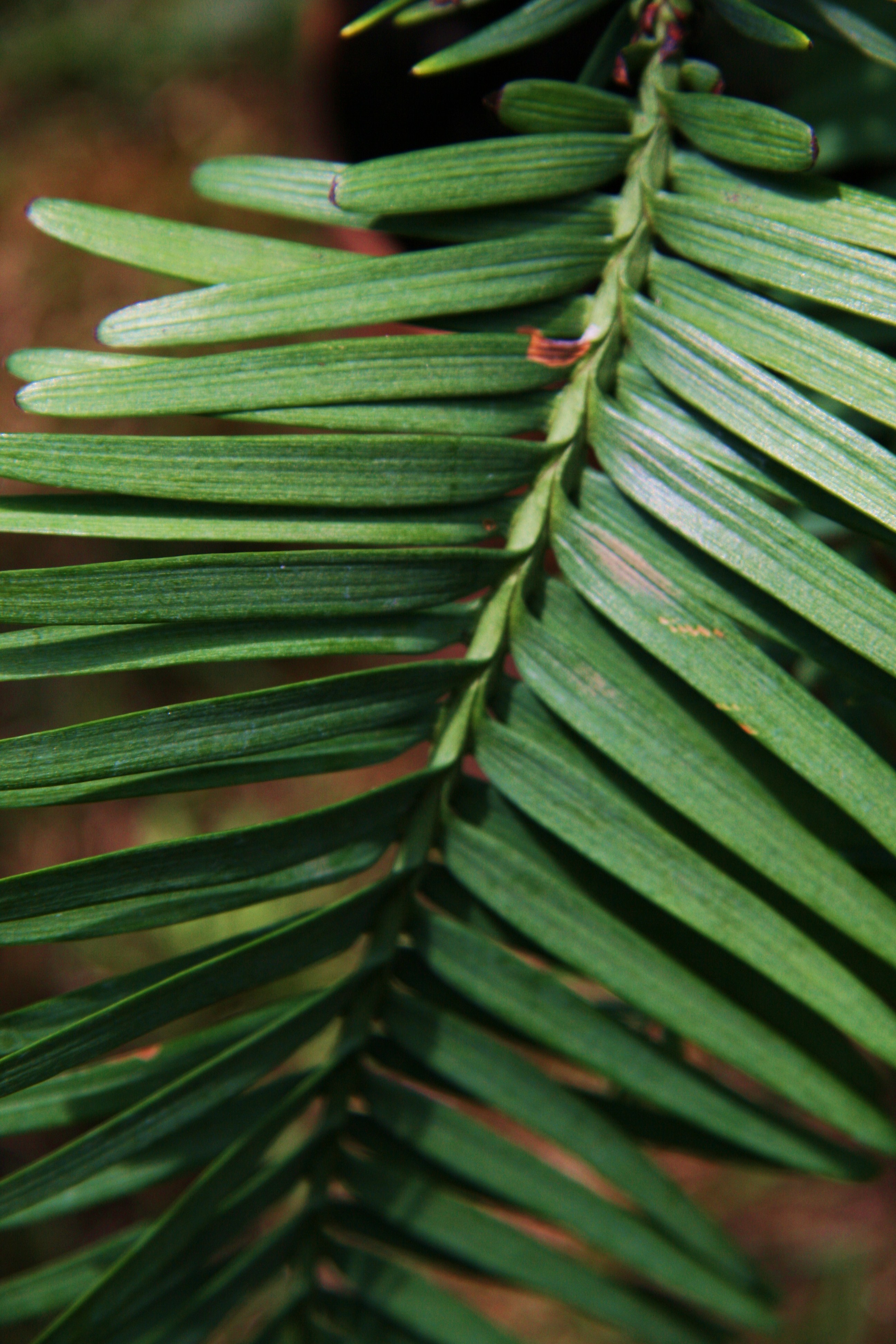
Détail des feuilles.

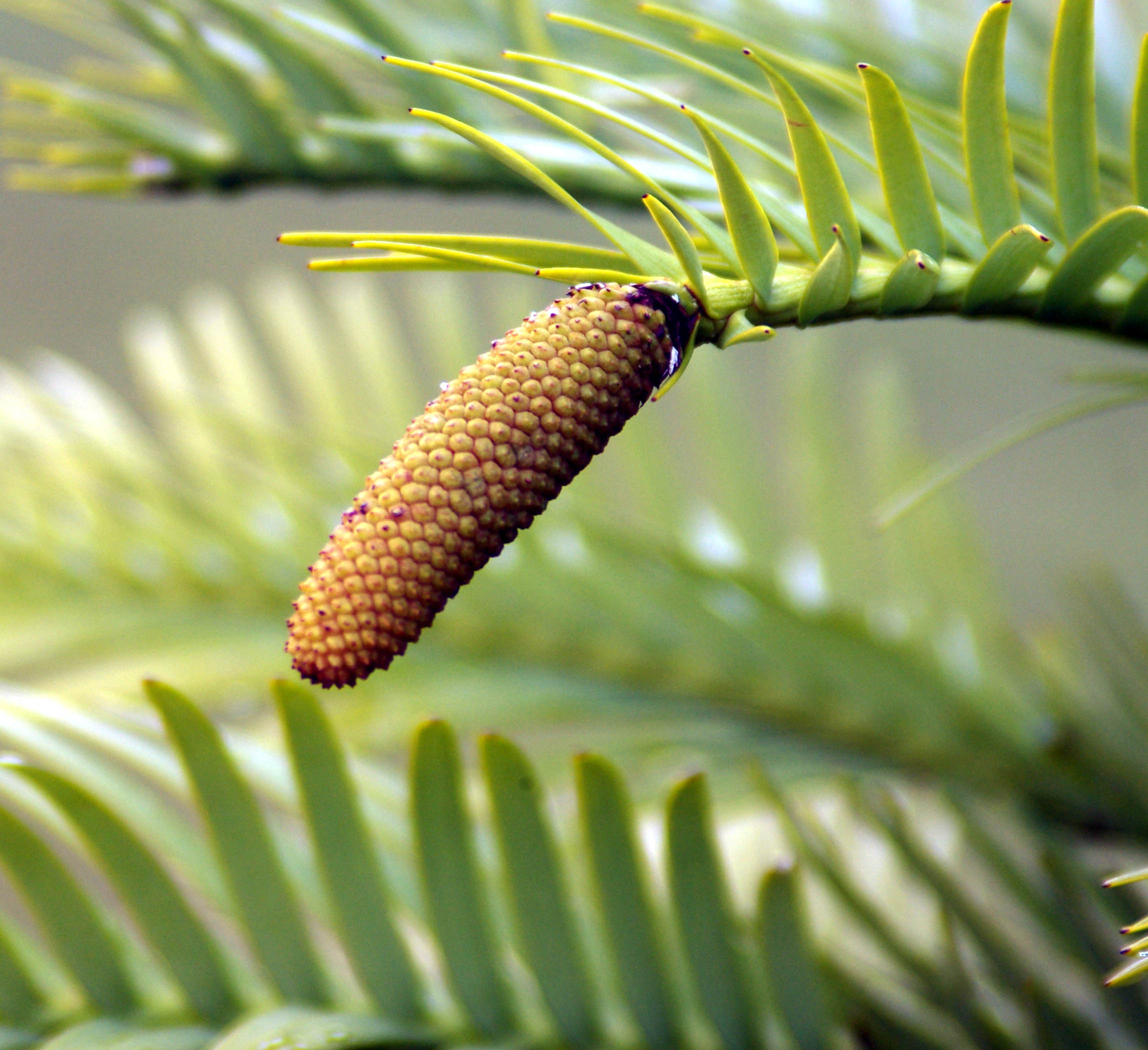
Cône.

On a recensé moins de cent arbres adultes dans la nature à trois emplacements peu éloignés les uns des autres. Il est en fait très difficile de comptabiliser précisément ces arbres car un certain nombre d'entre eux sont des drageons, beaucoup d'arbres ont sans doute des racines interconnectées. Des tests génétiques ont révélé que l'ensemble des spécimens partagent la même empreinte génétique. Ceci laisse à penser que l'espèce a connu un phénomène de goulot d'étranglement génétique, le nombre de représentants de l'espèce devenant si faible (peut-être seulement un à deux arbres) que toute variabilité génétique a été perdue.

### Culture
Venant s’ajouter à la plus grande discrétion sur le lieu et aux mesures protectrices légales, ce programme permet de commencer une culture à l’échelle mondiale, un élément clé de la sauvegarde de l’espèce. Un pin de Wollemi dans chaque jardin et parc du monde entier réduirait le risque pour la population naturelle, en évitant la visite illégale du lieu de sa découverte. Dès le printemps 2006, l'arbre de Wollemi est lancé sur le marché international et introduit dans le monde entier depuis avril 2006. De nombreux jardins botaniques accueillent maintenant cet arbre (par exemple Amsterdam, Jardin des Plantes de Paris (devant l'entrée de la galerie de paléontologie), le Jardin des Cinq Continents de Levallois qui en compte 4, Lille, Lyon, Nancy, Caen, La Londe, Francfort, Montréal, Jardins suspendus au Havre, Jardin alpin de Meyrin, Jardin du Casino de Monte Carlo, Bambouseraie d'Anduze…). Depuis septembre 2006, Monaco possède également un arbre de Wollemi planté sur le rocher dominant la principauté. Il en existe une vingtaine dans le premier parc à thème végétal en Europe Terra Botanica, à Angers dont six venant directement d'Australie. Les jardins d'Inverewe en Écosse comptent huit arbres de Wollemi originaires d'un bosquet isolé d'Australie. Le Parc Phœnix de Nice en possède également un exemplaire dans le cadre d'un programme mondial de conservation.
La plante supporte bien la taille, ce qui permet d’en maîtriser facilement la hauteur et le volume.

### Feux de brousse de 2019-2020
L'espèce a failli disparaître lors des feux de brousse de 2019-2020, dont l'un des incendies a eu lieu dans le dernier site naturel au monde des arbres de Wollemi,,. Une mission secrète menée fin 2019 dans le Parc national Wollemi, en Nouvelle-Galles du Sud, a permis de sauver de l'extinction le pin de Wollemi ont révélé le mercredi 15 janvier 2020 des responsables, et d'ainsi garantir la sauvegarde de cette espèce. Matt Kean, ministre de l’Environnement de Nouvelle-Galles-du-Sud a déclaré dans un communiqué qu'« une mission de protection environnementale sans précédent », a été menée pour sauver ces arbres. Fin décembre, les flammes se rapprochant dangereusement du site, les autorités ont décidé d'agir en montant une mission de sauvetage[réf. souhaitée]. Alors que les flammes s’approchaient de la zone protégée, les pompiers ont eu recours à des avions bombardiers d’eau pour larguer du produit retardant en un anneau protecteur autour des pins, et des pompiers spécialisés ont été hélitreuillés dans la gorge où se cachent les arbres pour y installer un système d’irrigation afin de leur fournir de l’humidité, ont expliqué des responsables. « Le feu est bien passé dans la zone, nous avons eu plusieurs jours de fumée épaisse aussi ne pouvions-nous pas savoir s’ils avaient été touchés. Nous attendions tous avec anxiété », a expliqué Matt Kean sur la radio ABC, mais finalement « l’opération a été un succès phénoménal ».

## Galerie

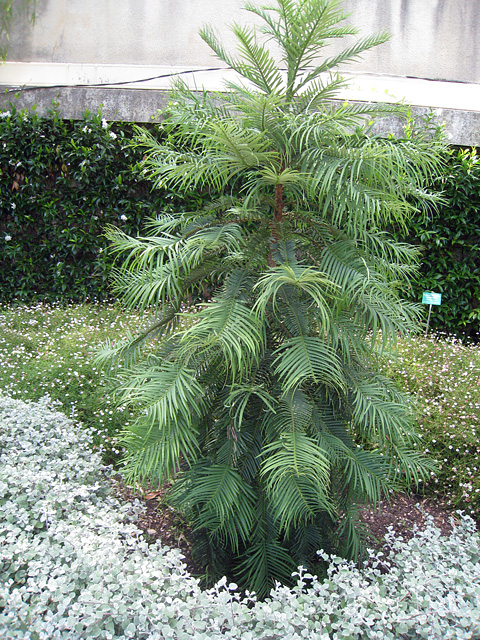
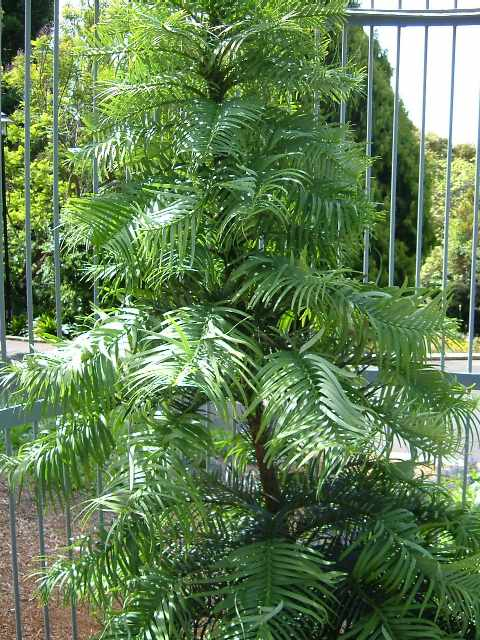
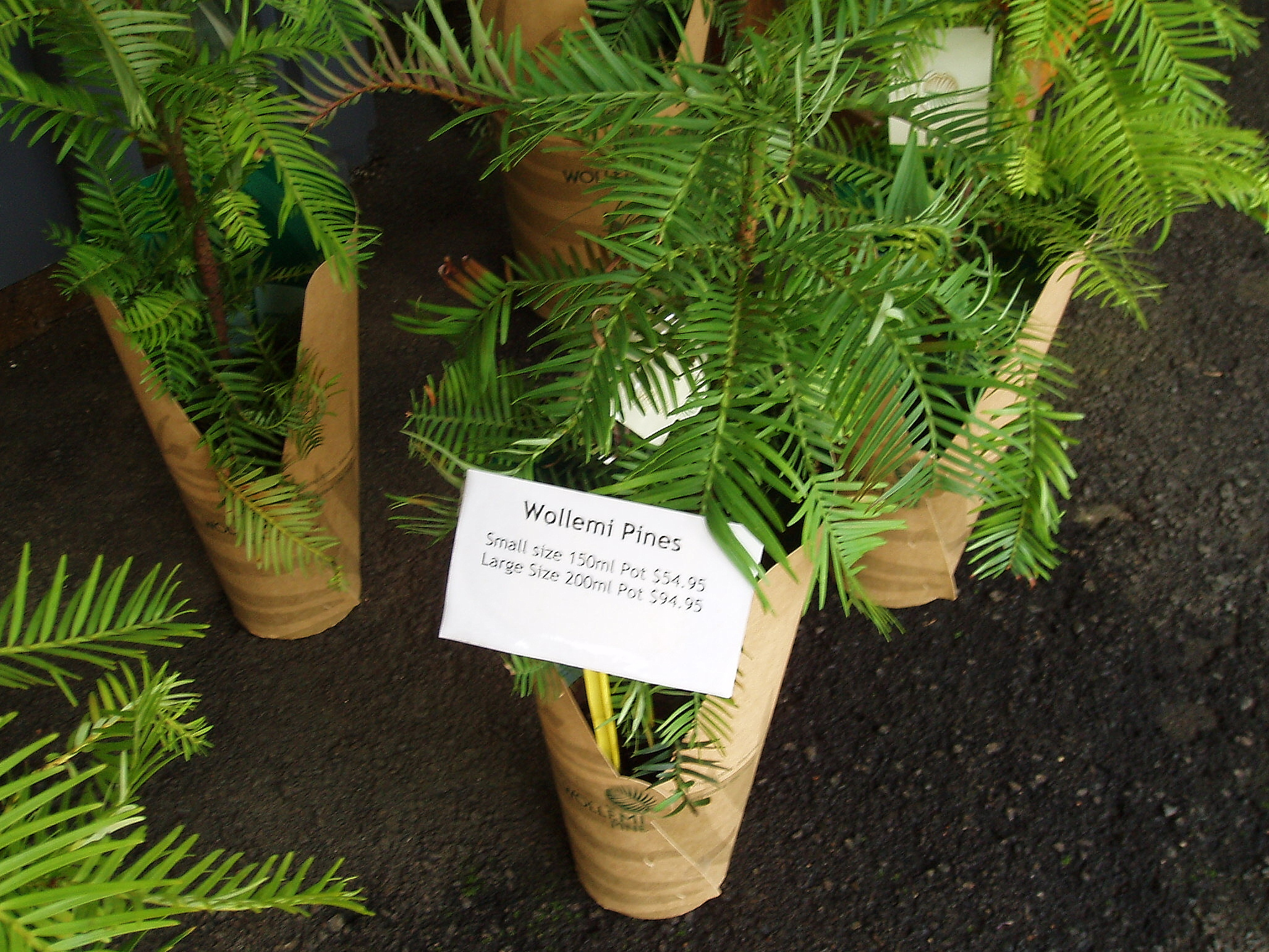
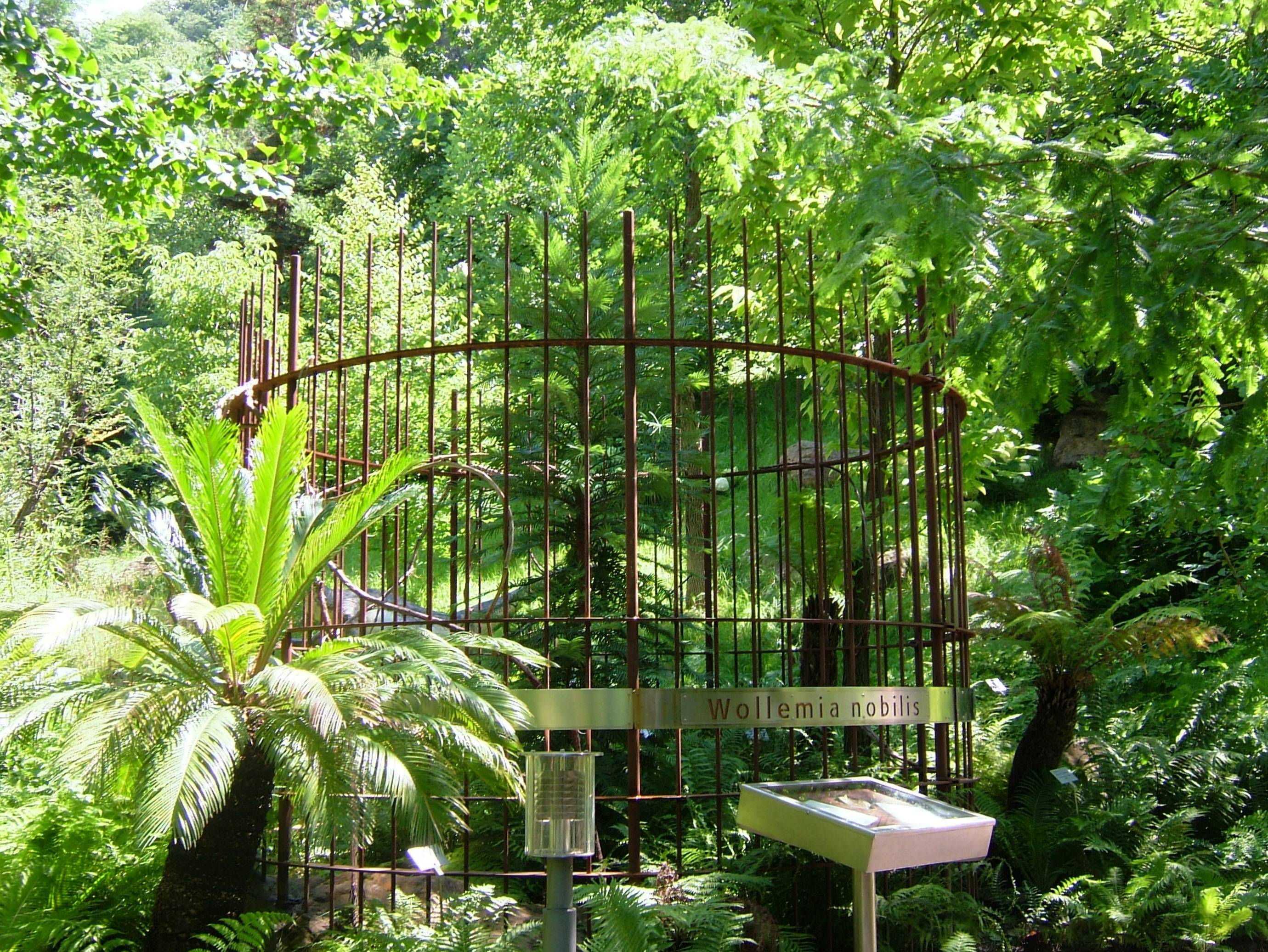